# Valentina Rodini
Valentina Rodini (født 28. januar 1995) er en italiensk roer.
Hun repræsenterede Italien under sommer-OL 2016 i Rio de Janeiro, hvor hun nåede C-finalen i letvægtsdobbeltsculler.
Under sommer-OL 2020 i Tokyo, som blev afholdt i 2021, tog hun guld i letvægtsdobbeltsculler.